# Règle de Grandmont

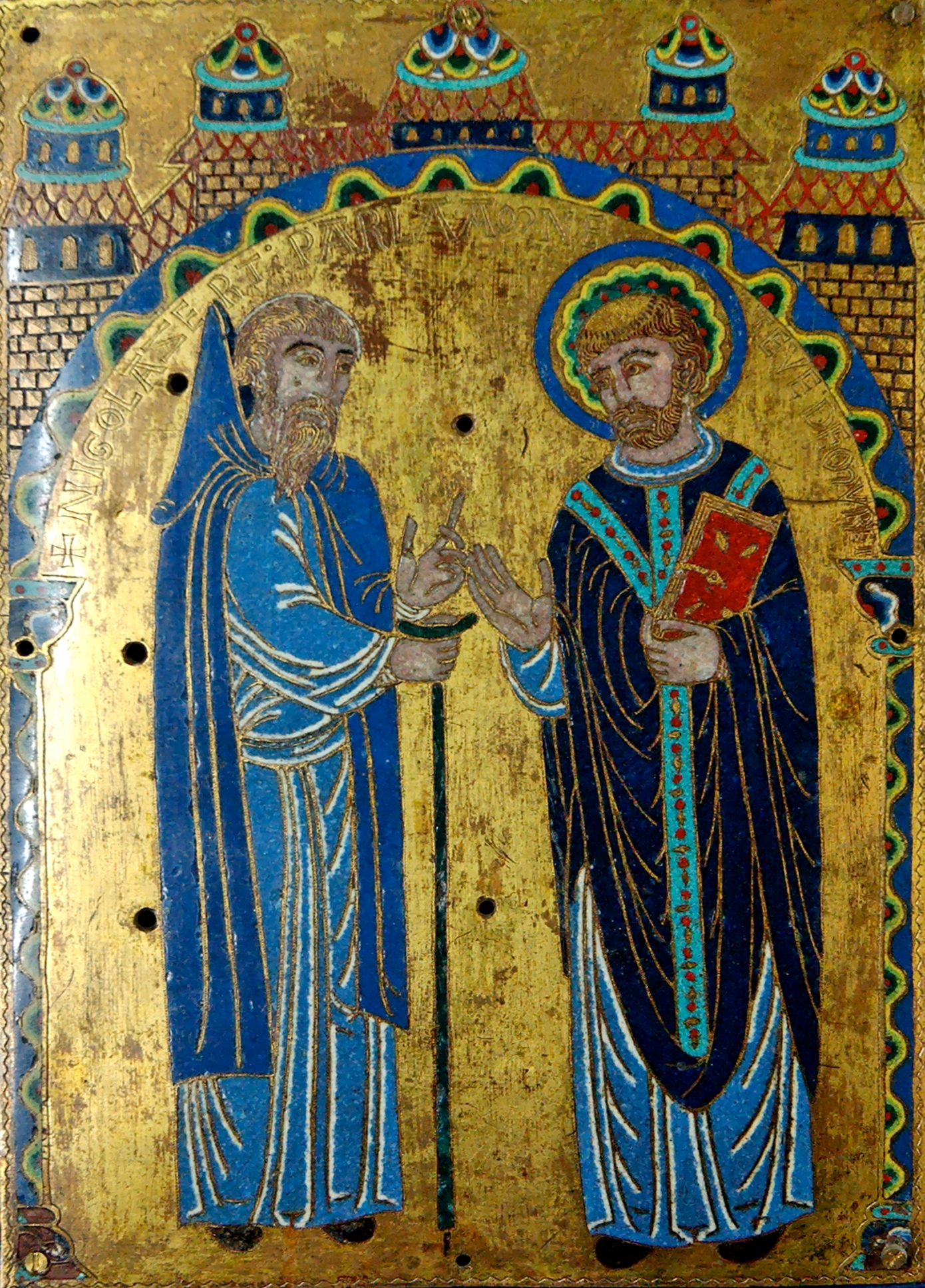
Saint Étienne et Hugues de La Certa, plaque du maître-autel de l'abbaye de Grandmont (XIIe siècle), Paris, musée de Cluny.

La règle de Grandmont, ou règle de Saint Étienne, est la règle monastique de l'ordre de Grandmont. Elle est largement inspirée du livre des sentences grandmontaines, condensé en 65 articles par le 3e prieur de Grandmont vers 1140-1150, et approuvée par Alexandre III en 1171.  Règle très sévère avec une dimension érémitique, elle est amendée à plusieurs reprises dès 1223, notamment pour donner aux clercs le pouvoir sur les convers qui se révoltaient, et donner aux grandmontain le droit de posséder des terres.
Peu suivie même au xiie siècle, la règle est reprise par la branche réformée de l'ordre au xviie siècle. L'ordre est supprimé avant la Révolution. Un ermitage grandmontain est réouvert vers 1975 au prieuré Notre-Dame et Saint-Étienne de Villiers. 

## Vie de saint Étienne de Muret
Étienne de Muret, né en 1045 et mort le 8 février 1124, est un ermite français, fondateur de l'ordre de Grandmont. Fils du vicomte de Thiers, il passe une partie de sa jeunesse en Italie où il observe la vie des moines, en particulier les ermites de Calabre. Il abdique en faveur de son oncle Guillaume II de Thiers afin d'entrer dans la vie religieuse. Il fonde un ermitage au Grand Muret, commune d'Ambazac (Haute-Vienne). Il est rejoint par plusieurs compagnons, ce qui lui permet de fonder quelques autres ermitages. Diacre, il refuse d'accéder à la prêtrise. Ses compagnons se déplaceront à Grandmont, commune de Saint-Sylvestre, après sa mort. Il est canonisé par Clément III en 1189.

## Règle

### Source
La première trace écrite de règle est constituée par les 75 articles du Liber Sententiarum (livre des sentences) qui aurait été constitué par le disciple préféré d'Étienne de Muret : Hugues de La Certa (1071-1157). Pierre de Limoges (mort en 1137), premier successeur d'Étienne de Muret à la tête de l'ordre et fondateur de l'abbaye de Grandmont, organise le culte liturgique et règlemente la tenue vestimentaire des frères. 
Les sentences sont condensées vers 1140-1150 en une règle de 65 articles par le 3e prieur (1139-1163) de Grandmont Étienne de Liciac qui fut le véritable organisateur de l'ordre,. Elle est suivie par l'apparition d'un coutumier constitué vers 1170-1171. Selon l'historien Dom Becquet, la règle de Grandmont est non seulement largement inspirée du Liber Sententiarum, mais également de la règle de Saint Benoît et des coutumes des Chartreux.

### Thèmes de la règle
Les chapitres 1 à 3 concernent l'obéissance, ceux de 4 à 24 la pauvreté. La solitude est détaillée dans les articles 21 à 54, articles enclavant le recrutement. Les articles 55 à 63 concernent l'organisation de la vie commune. Le chapitre 64 résume la règle et le 65 ordonne au prieur de se conformer à la règle.

### Pauvreté
La règle, une des plus rigoureuses sur ce sujet, interdit aux grandmontains de posséder des terres en dehors de l'enclos boisé où ils habitent. Les moines s'abstiennent de détenir les églises et les revenus qui s'y rattachent. Ils ne doivent pas posséder de troupeaux (interdiction sans exemple ailleurs). Enfin, ils ne peuvent demander de l'aide qu'en cas de besoin, la quête leur étant habituellement interdite.

### Solitude et prière
Les grandmontains s'installent dans des lieux boisés dont il se font attribuer la pleine propriété pour ne pas être dépendants, et se font dispenser de dîme pour la distribuer eux-mêmes aux pauvres. Ils doivent refuser (interdiction sans exemple ailleurs) jusqu'à faire des procès pour défendre leurs intérêts. Les sorties de l'enclos sont interdites, même pour assister un mourant, ainsi que les prédications. Les grandmontains ne peuvent se confesser au dehors.
Les dispositions relatives à la prière diffèrent peu des ordres de l'époque. La règle renvoie aux livres liturgiques de l'ordre. Le silence semble être un peu moins strict qu'ailleurs. Les frères doivent accorder l'hospitalité d'usage.
Les frères convers ont une stricte égalité juridique avec les clercs. Aspect sans équivalent dans un ordre monastique, la gestion des biens matériels est confiée exclusivement aux frères convers sous l'autorité du dispensateur (frère convers également), ce qui causera par la suite de grands troubles dans l'ordre.

### Obéissance et vie commune
Les sanctions ne sont pas plus explicites que la mention "discipline régulière" en usage dans les cloîtres. En revanche, l'obéissance au pasteur commun, élu par les frères, fait l'objet de longs développements. L'élu ne doit pas faire de largesses à sa famille. Le prieur n'a pas le titre d'abbé et ne doit pas transgresser la règle.
Concernant le recrutement, aucun temps de probation n'est spécifié pour les novices, mais il est interdit d'accepter une personne venant d'une autre religion ou un ermite souhaitant garder sa cellule. Allant plus loin qu'un simple éloignement des femmes des celles grandmontaines masculines, la règle réserve explicitement aux hommes cette vie religieuse.

## Postérité
La règle de Grandmont est approuvée par Alexandre III en 1171, et amendée dès 1223. Elle est modifiée en 1247 par le pape Innocent IV puis par Clément V en 1309. Les modifications successives portent sur le renforcement du pouvoir du clerc correcteur sur le convers dispensateur, ainsi que l'élargissement du droit de posséder des terres et de recevoir des legs. Jean XXII réforme l'organisation de l'ordre en 1317 en le faisant passer du semi-érémitisme à une organisation cénobitique ressemblant aux bénédictins.
La règle semble peu diffusée dans les monastères grandmontains, et est peu observée même au xiie siècle. Au xviie siècle, le réformateur Charles Frémon et la branche de l'Etroite observance de l'ordre reprennent la règle de Grandmont. L'ordre est supprimé avant la Révolution.  Une tentative de faire revivre la règle de Grandmont est expérimentée depuis 1975 au prieuré Notre-Dame et Saint-Étienne de Villiers.